# Airbus A340
Airbus A340 – czterosilnikowy samolot pasażerski dalekiego zasięgu produkowany przez europejskie konsorcjum Airbus.

## Opis
Rodzina A340 jest pierwszym typem samolotów Airbusa wyposażonym w cztery silniki. A340 wraz z bardzo podobnymi A330 (jedyną zasadniczą różnicą jest liczba silników – A330 wyposażone są jedynie w dwa) stanowiły również debiut europejskiego producenta na rynku samolotów długodystansowych. Rodzinę A340 wyprodukowano w dwóch generacjach, na początku lat 90. służbę rozpoczęły wersje A340-200 i -300 zaś 10 lat później wersje A340-500 i A340-600.

## Historia

### Pierwsza generacja
Prace nad modelem A340 rozpoczęto w 1987, dziewiczy lot tego modelu (w wersji 300) miał miejsce 25 października 1991. Regularną służbę A340 rozpoczął w marcu 1993 w Air France i niemieckich liniach Lufthansa. Model w wersji 200 został opracowany nieco później (pierwszy lot w kwietniu 1992) i różnił się od bazowej wersji 300 większym zasięgiem okupionym mniejszą pojemnością (patrz dane techniczne poniżej). Łącznie wyprodukowano 246 Airbusów A340-200/300 z których 152 sztuki latały nadal w 2017 roku. Największymi użytkownikami samolotów pierwszej generacji były linie Lufthansa (35 sztuk) i Iberia (21 sztuk). Pod koniec 2016 roku Iberia wycofała ostatnie A340-300, zastąpiły je A330-200.

### Druga generacja
Prace nad nową generacją modelu A340 rozpoczęto pod koniec lat 90. Rozwinięcie poprzednich wersji miało polegać na zwiększeniu pojemności i osiągów nowych maszyn. Podobnie jak w przypadku pierwszej generacji jeden z nowych modeli charakteryzował się większym zasięgiem, drugi zaś pojemnością.
Airbus A340-500 był przez pewien czas maszyną o najdłuższym (15740 km) zasięgu na świecie (wiosną 2006 tytuł ten odebrał mu Boeing 777-200LR). Airbus A340-500 w latach 2004-2013 wykonywał najdłuższe jak dotąd komercyjne połączenie pokonując w ciągu ponad 18h trasę z Singapuru do Nowego Jorku w barwach Singapore Airlines.
Model A340-600 posiada nieco krótszy zasięg (13890 km), jednakże może przewieźć 380 pasażerów (wobec 313 w wersji -500). Airbusy A340 nowej generacji nie odniosły sukcesu rynkowego przegrywając ze swoimi odpowiednikami produkcji Boeinga – modelami 777-200ER, 777-200LR i 777-300ER. Powodem niepowodzenia nowych Airbusów była ich gorsza ekonomika eksploatacji (przez wyższe zużycie paliwa) i utrzymania (A340 ma 2 silniki więcej niż 777). Do końca 2012 r. do służby weszło 131 Airbusów A340 drugiej generacji (34 serii 500 i 97 serii 600) wobec ponad 500 Boeingów 777 w tym samym czasie. 10 listopada 2011, po dwóch latach bez zamówienia na A340, Airbus poinformował o zakończeniu produkcji A340. W połowie 2010 oblatano ostatni A340-600 dostarczony do linii Iberia. Ostatni A340-500 wyprodukowano pod koniec 2010 roku dla rządu Kuwejtu. Dwa wyprodukowane w 2008 roku A340-500, niedostarczone do Kingfisher Airlines, sprzedano 15 listopada 2012 firmie AJW Capital Partners (dla linii AZAL Azerbaijan Airlines), odebrano je pod koniec grudnia 2012. Dwusilnikowy A330 w odróżnieniu od swojego bliźniaka i A380 osiągnął duży sukces i stał się najlepiej sprzedającym się szerokokadłubowcem koncernu, osiągając ponad 1000 wyprodukowanych sztuk w 2013 roku. Dzięki modernizacji A330neo będzie produkowany po 2020 roku. Miejsce modelu A340 w ofercie Airbusa od 2014 roku zajął zaprojektowany od zera Airbus A350 XWB.

## Wypadki
Samolot uczestniczył w ośmiu wypadkach, pięć A340 wycofano po zniszczeniu w wyniku pożaru, wypadnięcia z pasa i zamachu, nie zanotowano ofiar śmiertelnych.
- 20 stycznia 1994 A340-211 F-GNIA Air France został zniszczony w pożarze, bez ofiar.
- 24 lipca 2001 zaparkowany A340-300 4R-ADD SriLankan Airlines wraz z dwoma innymi A330-200 został zniszczony przez Tamilskie Tygrysy.
- Katastrofa lotu Air France 358 - 2 sierpnia 2005 A340-300 F-GLZQ Air France wypadł z pasa w Toronto, 43 osoby ranne, w tym jedna ciężko (pilot).
- 9 listopada 2007 A340-600 EC-JOH linii Iberia wypadł z pasa w Quito, nie było ofiar, samolot zezłomowano.
- 15 listopada 2007 przeznaczony dla Etihad Airways A340-600 F-WWCJ (MSN 856) wbił się w betonową barierę na lotnisku w Tuluzie podczas testów silników, raniąc dziewięć osób na pokładzie, samolot spisano na straty.

## Dostawy
| Dostawy  | Dostawy | Dostawy | Dostawy | Dostawy | Dostawy | Dostawy | Dostawy | Dostawy | Dostawy | Dostawy | Dostawy | Dostawy | Dostawy | Dostawy | Dostawy | Dostawy | Dostawy | Dostawy | Dostawy | Dostawy | Dostawy |
| Wersja   | Suma    | 2012    | 2011    | 2010    | 2009    | 2008    | 2007    | 2006    | 2005    | 2004    | 2003    | 2002    | 2001    | 2000    | 1999    | 1998    | 1997    | 1996    | 1995    | 1994    | 1993    |
| -------- | ------- | ------- | ------- | ------- | ------- | ------- | ------- | ------- | ------- | ------- | ------- | ------- | ------- | ------- | ------- | ------- | ------- | ------- | ------- | ------- | ------- |
| A340-200 | 28      |         |         |         |         |         |         |         |         |         |         |         |         |         |         | 1       | 3       | 3       | 5       | 4       | 12      |
| A340-300 | 218     |         |         |         |         | 3       | 2       | 2       | 4       | 5       | 10      | 8       | 22      | 19      | 20      | 23      | 30      | 25      | 14      | 21      | 10      |
| A340-500 | 34      | 2       | 0       | 2       | 2       | 1       | 4       | 5       | 9       | 7       |         |         |         |         |         |         |         |         |         |         |         |
| A340-600 | 97      |         |         | 2       | 8       | 8       | 8       | 18      | 15      | 14      | 16      | 8       |         |         |         |         |         |         |         |         |         |
| Suma     | 377     | 2       | 0       | 4       | 10      | 13      | 11      | 24      | 24      | 28      | 33      | 16      | 22      | 19      | 20      | 24      | 33      | 28      | 19      | 25      | 22      |

Dane na 31 grudnia 2013.

## Dane techniczne

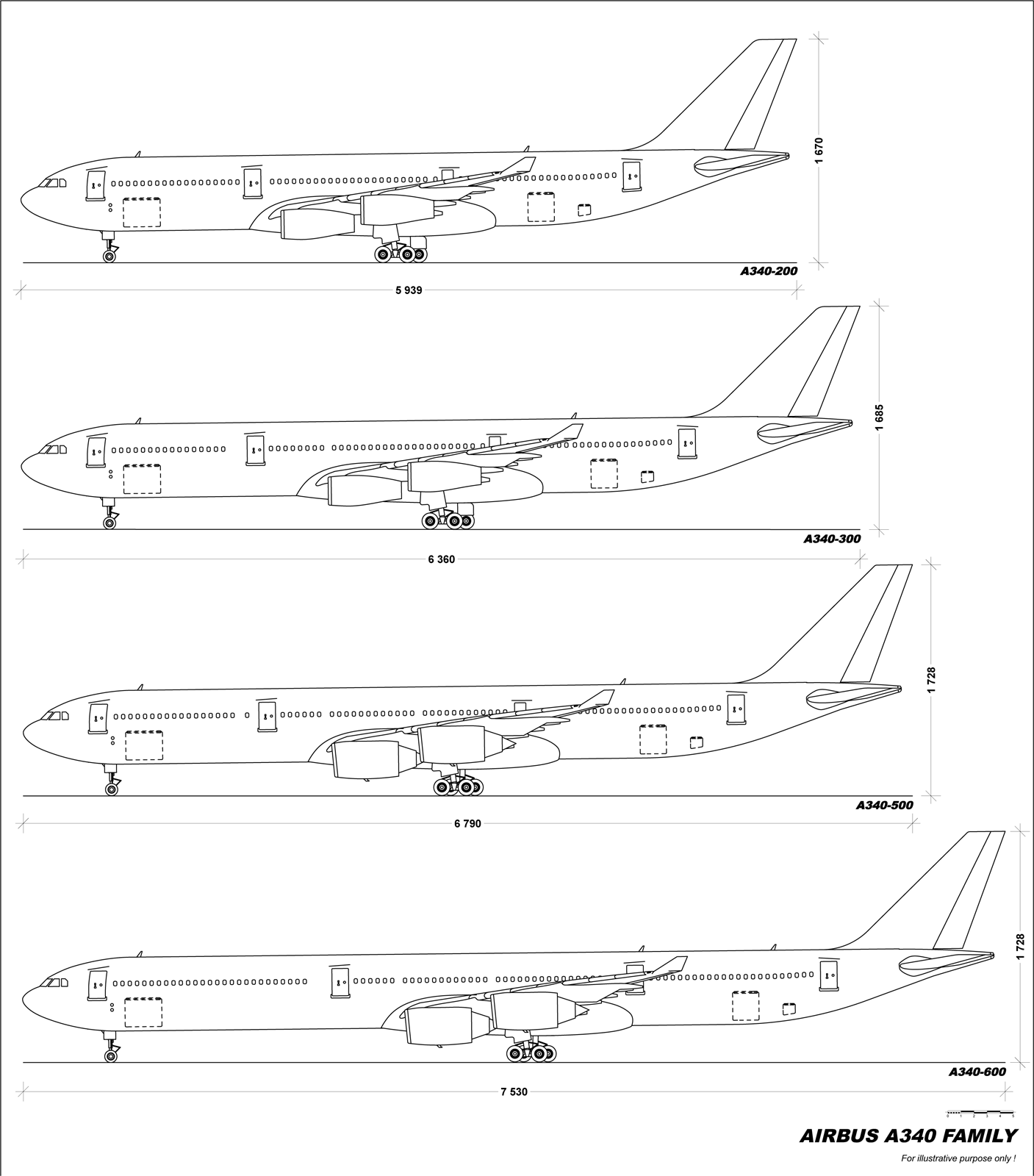
Szkic przedstawiający porównanie samolotów z rodziny A340

### A340-200/300
|                     | A340-200                        | A340-300                        |
| ------------------- | ------------------------------- | ------------------------------- |
| Długość             | 59,4 m                          | 63,7 m                          |
| Rozpiętość skrzydeł | 60,3 m                          | 60,3 m                          |
| Wysokość            | 16,7 m                          | 16,7 m                          |
| Silniki             | CFM56-5C                        | CFM56-5C3                       |
| Prędkość maksymalna | 914 km/h                        | 914 km/h                        |
| Prędkość przelotowa | 880 km/h                        | 880 km/h                        |
| Zasięg              | 13 805 km                       | 12 415 km                       |
| Liczba miejsc       | 263 (w 3-klasowej konfiguracji) | 295 (w 3-klasowej konfiguracji) |
| Konkurent           | Boeing 777-200ER                | Boeing 777-200ER                |

### A340-500/600
|                     | A340-500                        | A340-600                        |
| ------------------- | ------------------------------- | ------------------------------- |
| Długość             | 67,8 m                          | 75,3 m                          |
| Rozpiętość skrzydeł | 63,9 m                          | 63,9 m                          |
| Wysokość            | 17,8 m                          | 17,8 m                          |
| Silniki             | Rolls-Royce Trent 553           | Rolls-Royce Trent 500           |
| Prędkość przelotowa | 0.83 Mach                       | 0.83 Mach                       |
| Zasięg              | 15 742 km                       | 13 891 km                       |
| Liczba miejsc       | 313 (w 3-klasowej konfiguracji) | 380 (w 3-klasowej konfiguracji) |
| Konkurent           | Boeing 777-200LR                | Boeing 777-300ER                |

## Galeria

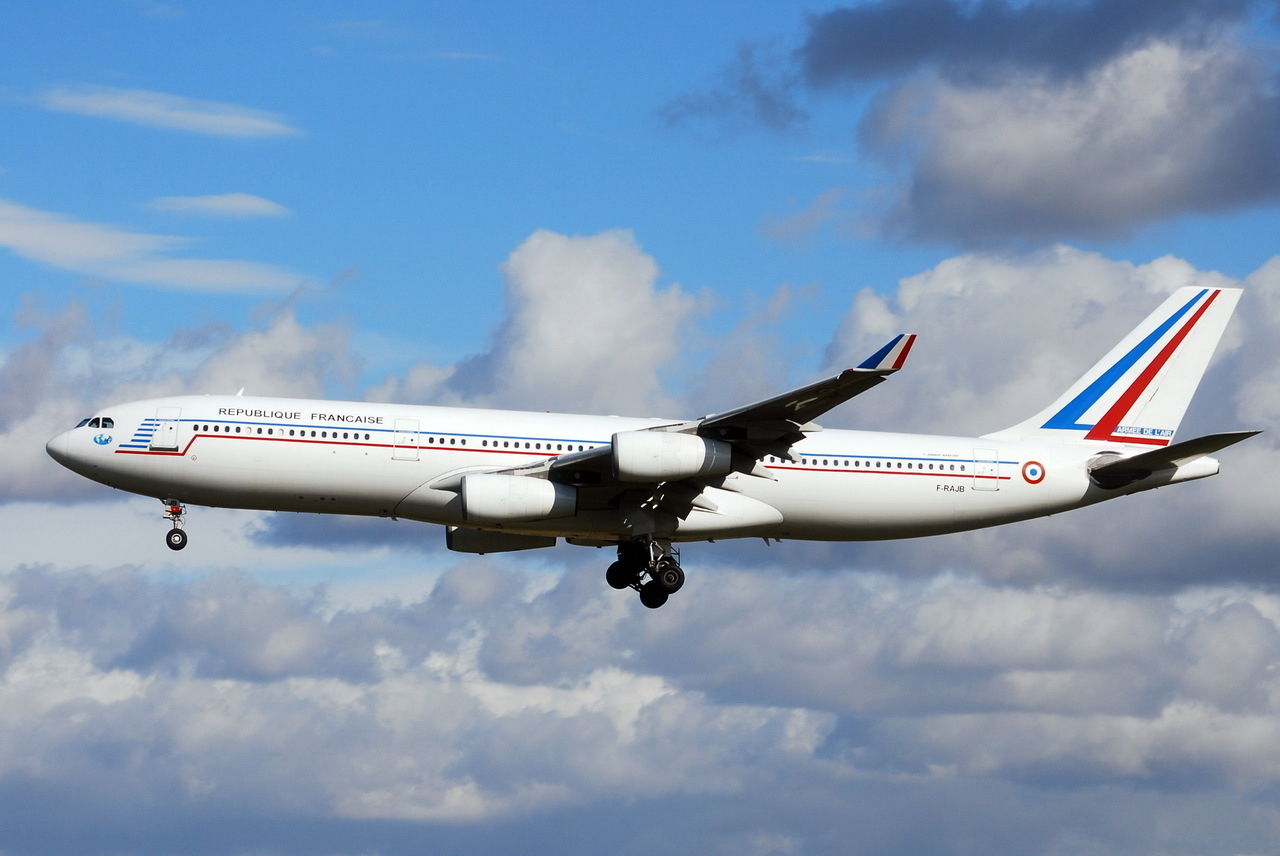
Airbus A340-200 w barwach Armée de l’air podchodzący do lądowania w Porcie lotniczym Tuluza-Blagnac (2009)
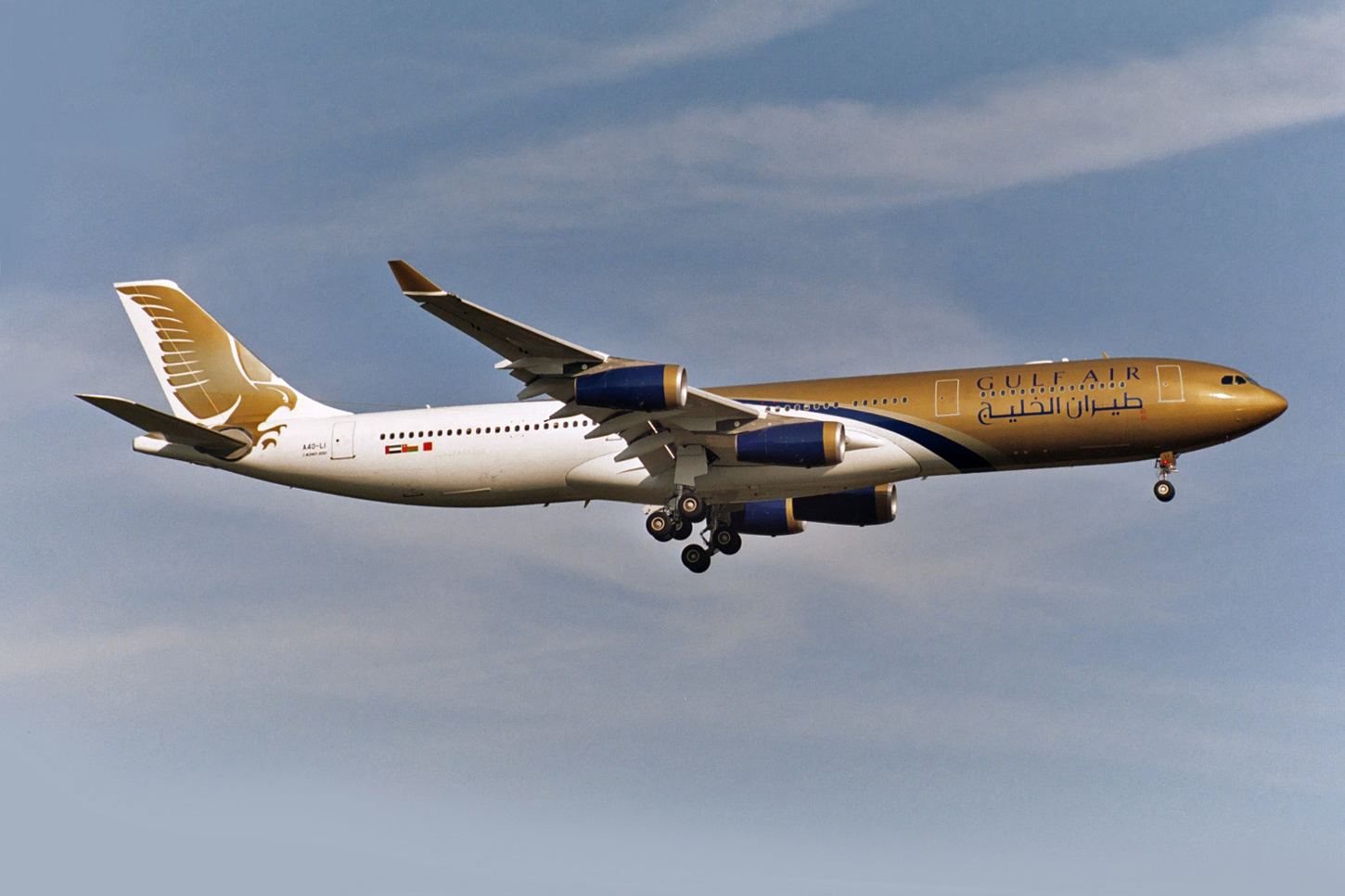
Airbus A340-300 linii Gulf Air lądujący w Porcie lotniczym Frankfurt (2004)
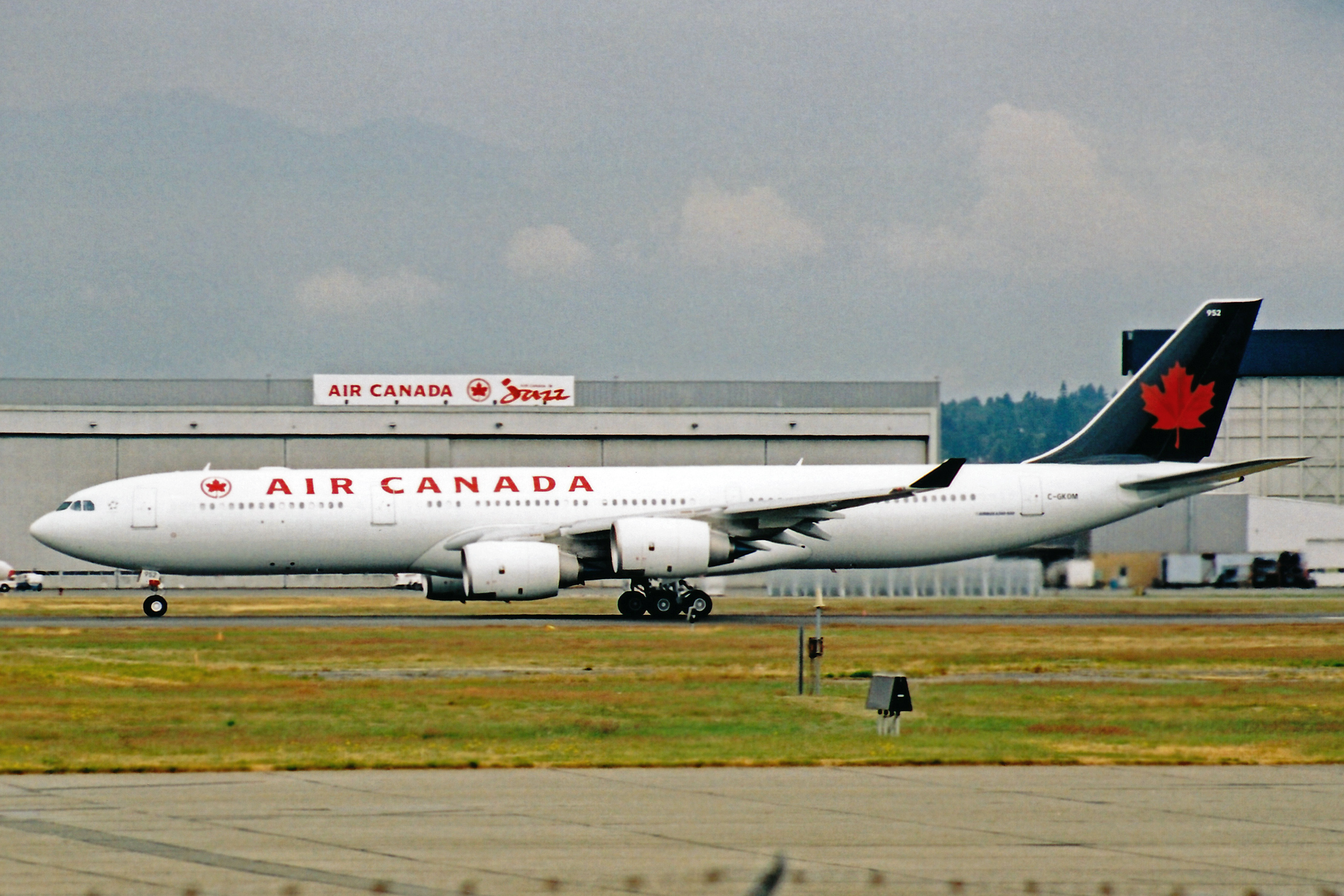
Airbus A340-500 linii Air Canada na płycie Portu lotniczego Vancouver (2004)
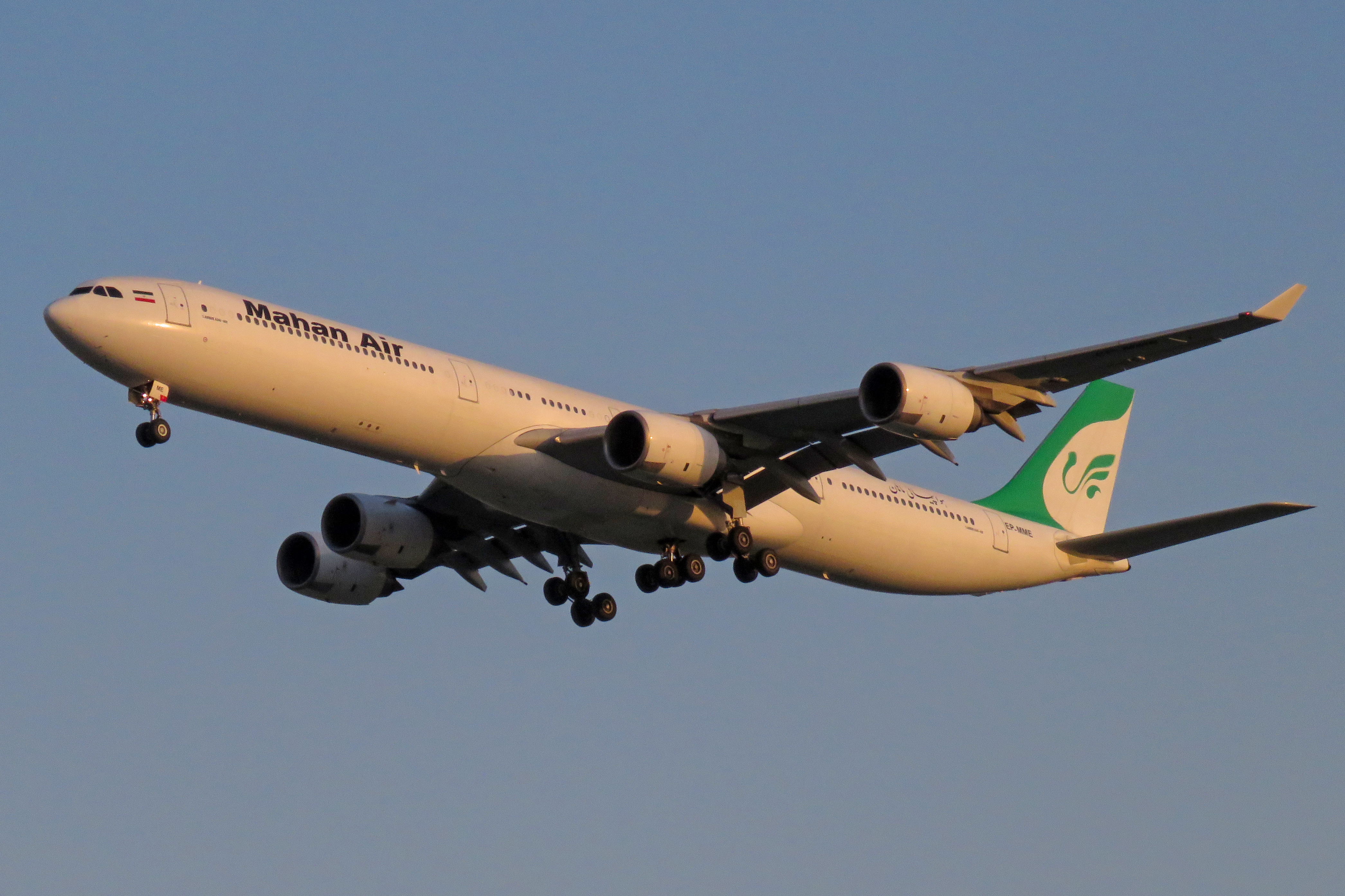
Airbus A340-600 linii Mahan Airlines lądujący w Porcie lotniczym Pekin